# Munkkyrka
Munkkyrka kallades, under början kristendomens införande i riket, de kyrkor som inte hade ordinarie präst. Gudstjänster kunde då firas endast när någon kringvandrande munk händelsevis kom dit och förrättade den.
Under påvetiden, och i synnerhet i början av kristendomens införande i riket, fanns i många pastorat flera kyrkor, men endast en enda präst, som på den tiden kallades curatus. Han var inte skyldig att göra tjänst i fler kyrkor än i moderkyrkan. I de övriga kyrkorna förekom då bara sporadiskt gudstjänster förrättade av munkar, vilket gav anledning till benämningen munkkyrkor.